# Jakup Krasniqi
Jakup Krasniqi (* 1. ledna 1951 Fatos, Glogovac) je kosovský politik, v současnosti zastává funkci předsedy kosovského parlamentu.
Krasniqi byl během kosovské války tiskovým mluvčím UÇK, později stál u zrodu PDK.
27. září 2010 se stal Krasniqi z titulu předsedy kosovského parlamentu podle Ústavy prozatímním prezidentem, protože odstoupil prezident země Fatmir Sejdiu. Ve funkci byl do 22. února 2011, kdy jej nahradil zvolený prezident Behgjet Pacolli. Toho 30. března 2011 Ústavní soud odvolal pro nezákonnost při zvolení a Krasniqi se stal opět prozatímním prezidentem Kosova. Ve funkci byl do 7. dubna 2011, kdy jej nahradila zvolená prezidentka Atifete Jahjaga.